# Arnold Käch
Arnold Käch (auch Arnold Kaech; * 4. Februar 1914 in Bern; † 24. November 1998 in Calgary, Kanada) war ein Schweizer Offizier, Skisportler und -funktionär und Autor.

## Leben
Käch, Sohn des Ingenieurs Arnold Otto Käch und seiner Ehefrau Berta, geb. Scholl, studierte von 1933 bis 1939 Rechtswissenschaften an den Universitäten Lausanne, Bern, Paris, in den Vereinigten Staaten und in Kanada und erlangte 1939 das Anwaltspatent. In dieser Zeit war er bei den Olympischen Winterspielen 1936 im Dienstgrad Leutnant Teilnehmer der Schweizer Mannschaft beim Demonstrationsbewerb Militärpatrouillenlauf, die den sechsten Platz erzielte. Am 9. Januar 1937 gewann er das erste Citadin-Rennen in Mürren. Von 1939 bis 1940 war er als Jurist im Eidgenössischen Volkswirtschaftsdepartement (EVD) tätig, danach war er bis 1943 Gehilfe des Schweizer Militär- und Luftattachés in Berlin und im Anschluss Militär- und Luftattaché in Stockholm, Oslo und Kopenhagen. Zwischenzeitlich heiratete er 1941 Louisa Hendrika Jeannette Wagemans. Vom 1. Juli 1947 bis 1957 war er als Generalstabsoffizier der erste Direktor der Eidgenössischen Turn- und Sportschule (ETS) Magglingen und trug in seiner Amtszeit zum Ausbau und Aufstieg der ETS Magglingen zum heutigen Bundesamt für Sport BASPO bei. Von 1951 bis Mitte 1961 war er Generalsekretär der Fédération Internationale de Ski. Als Schriftsteller wurde er 1957 mit dem Schweizer Sports Award in der Kategorie Künstler ausgezeichnet. Von 1957 bis 1979 war er Direktor der Eidgenössischen Militärverwaltung, wurde 1967 zum Brigadier befördert und war zwischenzeitlich von 1967 bis 1972 Kommandant der Grenzbrigade 11. Er war Mitglied der Swiss Olympic Association und der Kommission für die Aufgabenverteilung zwischen Bund und Kantonen, sowie unter anderem seit 1983 Ehrengast bei den seit 1978 jährlich in Grindelwald ausgetragenen, internationalen SAS-Pentathlon-Wettkämpfen.

## Werke
- Weisse Abenteuer. Heitere Erlebnisse eines Ski-Vagabunden in Europa und Amerika. Zürich: Amstutz & Herdeg 1939.
- mit Zeichnungen von Hans Thöni: Magglinger Stundenbuch: Gedanken und Aufsätze zum Sport. Bern: Haupt 1957. 2., erw. Aufl. 1965.
- mit anderen: Die Lauberhorn-Saga. Wengen: Organisations-Komitee Internationales Lauberhornrennen 1979.